# Marinha das Ondas
Marinha das Ondas est une paroisse civile portugaise (en portugais : freguesia) de la municipalité de Figueira da Foz dans le district et la région de Coimbra.

## Géographie
Marinha das Ondas est située au sud de Figueira da Foz, à la limite avec la municipalité de Pombal.
Le village de Leirosa se trouve sur la Côte Atlantique tandis que le reste de la paroisse est situé dans les terres. Marinha das Ondas est desservie par l'autoroute A17.

## Histoire
La paroisse de Marinha das Ondas est créée en mars 1928, à partir de territoire de Lavos et Paião.

## Démographie
Lors du recensement de 2021, Marinha das Ondas compte 3 188 habitants.